# Камишли
Камишли (на арабски: القامشلي; на кюрдски: Qamişlo/قامشلو, на класически сирийски: ܒܝܬ ܙܠܝ̈ܢ или Bēṯ Zālīn е град в североизточната част на Сирия, мухафаза Ал-Хасака, административен център на минтака и нахия Камишли. Градът е столица на Демократична федерация на Северна Сирия.

## География
Градът е разположен на 455 м. надморска височина, на границата с Турция, срещу турския град Нусайбин и в близост до Ирак.

## Население
Населението на града според преброяването през 2004 г. е 184 231 души. Той е най-големият град в страната, населен предимно с кюрди.